# Liste der denkmalgeschützten Objekte in Hollabrunn
Die Liste der denkmalgeschützten Objekte in Hollabrunn enthält die 135 denkmalgeschützten, unbeweglichen Objekte der niederösterreichischen Stadtgemeinde Hollabrunn.

## Denkmäler
| Foto |                 | Denkmal                                                                                  | Standort                                                         | Beschreibung | Metadaten |
| ---- | --------------- | ---------------------------------------------------------------------------------------- | ---------------------------------------------------------------- | --- | --- |
| ja   | Datei hochladen | Ortskapelle hl. Bartholomäus HERIS-ID: 25022 Objekt-ID: 21436                            | gegenüber Am Anger 83 Standort KG: Altenmarkt im Thale           | Die auf den Apostel Bartholomäus geweihte Ortskapelle, ein einfacher Bau aus der Jahrhundertwende vom 18. zum 19. Jahrhundert, hat einen vorgestellten Westturm mit rundbogigen Schallgeschoßfenstern und Zwiebelhelm, ein Rechteckportal und Flachbogenfenster. | BDA-Hist.: Q37889516 Status: § 2a Stand der BDA-Liste: 2025-06-30 Name: Ortskapelle hl. Bartholomäus GstNr.: 1745/3 Ortskapelle Altenmarkt (Gemeinde Hollabrunn)                         |
| ja   | Datei hochladen | Bildstock HERIS-ID: 25023 Objekt-ID: 21437                                               | gegenüber Am Anger 83 Standort KG: Altenmarkt im Thale           | Der vierseitige, mit den Leidenswerkzeugen reliefierte Pfeiler mit Quaderaufsatz und Steinkreuz stammt aus dem Jahre 1730. Der Aufsatz zeigt die Reliefs Kreuzigung, Dreifaltigkeit und Heilige Familie. | BDA-Hist.: Q37889532 Status: § 2a Stand der BDA-Liste: 2025-06-30 Name: Bildstock GstNr.: 1745/3 Altenmarkt Bildstock GstNr 1745                                                         |
| ja   | Datei hochladen | Figurenbildstock „Maria Dreieichen“ HERIS-ID: 25024 Objekt-ID: 21438                     | Standort KG: Altenmarkt im Thale                                 | Auf einem prismatischen Sockel mit Inschrift steht eine Säule mit Volutenkapitell und der Figurengruppe Maria Dreieichen aus der Zeit um 1700. | BDA-Hist.: Q37889548 Status: § 2a Stand der BDA-Liste: 2025-06-30 Name: Figurenbildstock „Maria Dreieichen“ GstNr.: 2092 Altenmarkt Bildstock Maria Dreieichen                           |
| ja   | Datei hochladen | Pranger HERIS-ID: 25025 Objekt-ID: 21439                                                 | Standort KG: Altenmarkt im Thale                                 | Anmerkung: In Fehlerliste eingetragen. | BDA-Hist.: Q37889565 Status: § 2a Stand der BDA-Liste: 2025-06-30 Name: Pranger GstNr.: 1764/4                                                                                           |
| ja   | Datei hochladen | Bildstock HERIS-ID: 25026 Objekt-ID: 21440                                               | gegenüber Untere Zeile 54 Standort KG: Altenmarkt im Thale       | Der vierseitig reliefierte Pfeiler mit Quaderaufsatz, steinernem Zwiebelhelm und Steinkreuz stammt aus der ersten Hälfte des 17. Jahrhunderts. Im Quaderaufsatz sind die Reliefs Kreuzigung und Dreifaltigkeit sowie die Zunftzeichen Kelle, Zirkel und Fass zu sehen. | BDA-Hist.: Q37889581 Status: § 2a Stand der BDA-Liste: 2025-06-30 Name: Bildstock GstNr.: 1746/1 Altenmarkt Bildstock GstNr 1746                                                         |
| ja   | Datei hochladen | ehemaliger Pfarrhof mit Wirtschaftsgebäuden HERIS-ID: 25684 Objekt-ID: 22127             | Platzl 1 Standort KG: Aspersdorf                                 | In den Jahren 1760 bis 1766 entstand auf älterem Kern, vermutlich an Stelle einer ehemaligen Feste, die vierseitige Hofanlage mit Veränderungen aus dem Jahre 1840. Der zweigeschoßige zweiflügelige Wohntrakt ist an der östlichen Gebäudefront zur Straße hin durch Strebepfeiler geböscht. Die Fassade ist durch Eckquaderung und durch Quaderung zwischen den Geschoßen gegliedert. Die gefaschten Breitfenster sind im Obergeschoß mit gekehlten Fensterbänken versehen. Oberhalb des Hauptportals befindet sich eine Wappenkartusche Schönborn. | BDA-Hist.: Q37895776 Status: Bescheid Stand der BDA-Liste: 2025-06-30 Name: ehemaliger Pfarrhof mit Wirtschaftsgebäuden GstNr.: 265 Aspersdorf rectory                                   |
| ja   | Datei hochladen | Figurenbildstock HERIS-ID: 25027 Objekt-ID: 21441                                        | Standort KG: Aspersdorf                                          | Auf einem abgefasten Pfeiler mit gekehlter Dachplatte steht die Büste Madonna mit dem Kind. Der Schaft ist im Schulterstück mit 1614 und im Fußblock mit 1782 bezeichnet. | BDA-Hist.: Q37889607 Status: § 2a Stand der BDA-Liste: 2025-06-30 Name: Figurenbildstock GstNr.: 1085 Aspersdorf Figurenbildstock GstNr 1085                                             |
| ja   | Datei hochladen | Bildstock HERIS-ID: 25030 Objekt-ID: 21444                                               | Standort KG: Aspersdorf                                          | Der abgefaste Pfeiler hat einen Quaderaufsatz zwischen gekehlten Platten und ein bekrönendes Steinkreuz. Er ist im Schulterstück des Schaftes mit MB 1714 bezeichnet. Im Quaderaufsatz sind die Reliefs Kruzifix, hl. Michael und hl. Georg zu sehen. | BDA-Hist.: Q37889620 Status: § 2a Stand der BDA-Liste: 2025-06-30 Name: Bildstock GstNr.: 737 Aspersdorf Bildstock GstNr 737                                                             |
| ja   | Datei hochladen | Bildstock HERIS-ID: 25031 Objekt-ID: 21445                                               | Standort KG: Aspersdorf                                          | Das mächtige, zweiseitig geöffnete Tabernakel mit Maßwerkgiebel und Sterngratwölbung ruht auf einem oktogonalen Schaft mit Astwerkkapitell. Im Tabernakel ist ein Kreuzigungsrelief mit Assistenzfiguren zu sehen. | BDA-Hist.: Q37889641 Status: § 2a Stand der BDA-Liste: 2025-06-30 Name: Bildstock GstNr.: 292 Aspersdorf Bildstock GstNr 292                                                             |
| ja   | Datei hochladen | Friedhofskreuz HERIS-ID: 25034 Objekt-ID: 21448                                          | Hauptstraße 2, gegenüber Standort KG: Aspersdorf                 | Ein mächtiges Kruzifix steht auf einem reliefierten Sockel. Der Fuß des Kreuzes ist mit Reliefs der Leidenswerkzeuge ausgestattet. | BDA-Hist.: Q37889652 Status: § 2a Stand der BDA-Liste: 2025-06-30 Name: Friedhofskreuz GstNr.: 2 Aspersdorf Friedhofskreuz                                                               |
| ja   | Datei hochladen | Kath. Pfarrkirche heiliger Georg HERIS-ID: 25036 Objekt-ID: 21450                        | Hauptstraße 2, neben Standort KG: Aspersdorf                     | Die spätbarocke Saalkirche mit Nordturm entstand nach 1718 nach Plänen von Johann Lukas von Hildebrandt aus einem Vorgängerbau. | BDA-Hist.: Q18412230 Status: § 2a Stand der BDA-Liste: 2025-06-30 Name: Kath. Pfarrkirche heiliger Georg GstNr.: 1 Aspersdorf Kirche                                                     |
| ja   | Datei hochladen | Bildstock HERIS-ID: 22982 Objekt-ID: 19329                                               | Standort KG: Aspersdorf                                          | Der Achtseitschaft mit reliefiertem Quaderaufsatz stammt aus dem Jahre 1680. Er hat im Quaderaufsatz ein Relief der Kreuzigung und weitere Reliefs. | BDA-Hist.: Q37873817 Status: § 2a Stand der BDA-Liste: 2025-06-30 Name: Bildstock GstNr.: 894 Aspersdorf Bildstock GstNr 894                                                             |
| ja   | Datei hochladen | Presshaus HERIS-ID: 5319 Objekt-ID: 1182                                                 | Standort KG: Aspersdorf                                          | Das traufständige Presshaus hat ein Satteldach und gekehltes Traufgesims. | BDA-Hist.: Q37789196 Status: Bescheid Stand der BDA-Liste: 2025-06-30 Name: Presshaus GstNr.: 9 Wine press house Aspersdorf 9                                                            |
| ja   | Datei hochladen | Presshaus HERIS-ID: 5320 Objekt-ID: 1183                                                 | Standort KG: Aspersdorf                                          | Das Presshaus mit Segmentbogengiebel hat zwei seitliche Fenster mit Sohlbänken. | BDA-Hist.: Q37789480 Status: Bescheid Stand der BDA-Liste: 2025-06-30 Name: Presshaus GstNr.: 10 Wine press house Aspersdorf 10                                                          |
| ja   | Datei hochladen | Presshaus HERIS-ID: 5321 Objekt-ID: 1184                                                 | Standort KG: Aspersdorf                                          | Das traufständige Presshaus mit Satteldach und steinsichtigem Ziegelmauerwerk stammt aus dem Jahre 1936. Das Portal und die Fenster sind segmentbogig mit Ziegeln überwölbt. | BDA-Hist.: Q37789735 Status: Bescheid Stand der BDA-Liste: 2025-06-30 Name: Presshaus GstNr.: 12 Aspersdorf Presshaus GstNr 12                                                           |
| ja   | Datei hochladen | Presshaus HERIS-ID: 5322 Objekt-ID: 1185                                                 | Standort KG: Aspersdorf                                          | Das Presshaus ist aus steinsichtigem Mischmauerwerk mit Bruchstein und Ziegeln erbaut. | BDA-Hist.: Q37789949 Status: Bescheid Stand der BDA-Liste: 2025-06-30 Name: Presshaus GstNr.: 13                                                                                         |
| ja   | Datei hochladen | Presshaus HERIS-ID: 5323 Objekt-ID: 1186                                                 | Standort KG: Aspersdorf                                          | Das giebelständige Presshaus hat ein Satteldach und ein Segmentbogenportal. | BDA-Hist.: Q37790130 Status: Bescheid Stand der BDA-Liste: 2025-06-30 Name: Presshaus GstNr.: 16                                                                                         |
| ja   | Datei hochladen | Presshaus HERIS-ID: 5324 Objekt-ID: 1187                                                 | Standort KG: Aspersdorf                                          | Das giebelständige Presshaus hat ein Satteldach und ein Segmentbogenportal. Die Überwölbung des Portals wurde mit gebrannten Ziegeln erneuert. Es wurde neu fassadiert. | BDA-Hist.: Q37790296 Status: Bescheid Stand der BDA-Liste: 2025-06-30 Name: Presshaus GstNr.: 14                                                                                         |
| ja   | Datei hochladen | Presshaus HERIS-ID: 5325 Objekt-ID: 1188                                                 | Standort KG: Aspersdorf                                          | Das giebelständige Presshaus hat ein Satteldach und eine schlichte Fassadengliederung durch Putzfelder. Im Dreiecksgiebel sind zwei Oculi zu sehen. | BDA-Hist.: Q37790456 Status: Bescheid Stand der BDA-Liste: 2025-06-30 Name: Presshaus GstNr.: 15                                                                                         |
| ja   | Datei hochladen | Presshaus HERIS-ID: 5326 Objekt-ID: 1189                                                 | Standort KG: Aspersdorf                                          | Das giebelständige Presshaus mit Satteldach, umlaufendem gekehltem Traufgesims und Segmentbogenportal hat im Dreiecksgiebel zwei Oculi. | BDA-Hist.: Q37790636 Status: Bescheid Stand der BDA-Liste: 2025-06-30 Name: Presshaus GstNr.: 18                                                                                         |
| ja   | Datei hochladen | Presshaus HERIS-ID: 5327 Objekt-ID: 1190                                                 | Standort KG: Aspersdorf                                          | Das traufständige Presshaus hat ein Satteldach, eine glatte Fassade und steinsichtiges Ziegelmauerwerk im Fundamentbereich. | BDA-Hist.: Q37790839 Status: Bescheid Stand der BDA-Liste: 2025-06-30 Name: Presshaus GstNr.: 19                                                                                         |
| ja   | Datei hochladen | Presshaus HERIS-ID: 5328 Objekt-ID: 1192                                                 | Standort KG: Aspersdorf                                          | Das traufständige Presshaus hat ein Satteldach, gekehltes Traufgesims und zwei Segmentbogenportale. | BDA-Hist.: Q37791666 Status: Bescheid Stand der BDA-Liste: 2025-06-30 Name: Presshaus GstNr.: 21                                                                                         |
| ja   | Datei hochladen | Presshaus HERIS-ID: 5329 Objekt-ID: 1193                                                 | Standort KG: Aspersdorf                                          | Das giebelständige Presshaus mit Satteldach, umlaufendem gekehltem Traufgesims und Segmentbogenportal hat im Dreiecksgiebel zwei Oculi. | BDA-Hist.: Q37791989 Status: Bescheid Stand der BDA-Liste: 2025-06-30 Name: Presshaus GstNr.: 28                                                                                         |
| ja   | Datei hochladen | Presshaus HERIS-ID: 5330 Objekt-ID: 1194                                                 | Standort KG: Aspersdorf                                          | Das giebelständige Presshaus mit Satteldach, gekehltem Traufgesims und Rechteckportal hat eine glatte Fassade. | BDA-Hist.: Q37792360 Status: Bescheid Stand der BDA-Liste: 2025-06-30 Name: Presshaus GstNr.: 23                                                                                         |
| ja   | Datei hochladen | Presshaus HERIS-ID: 5331 Objekt-ID: 1195                                                 | Standort KG: Aspersdorf                                          | Der Abgang in das unter Tage liegende Presshaus hat ein Rechteckportal und eine glatte Fassade. | BDA-Hist.: Q37793113 Status: Bescheid Stand der BDA-Liste: 2025-06-30 Name: Presshaus GstNr.: 24                                                                                         |
| ja   | Datei hochladen | Presshaus HERIS-ID: 5332 Objekt-ID: 1196                                                 | Standort KG: Aspersdorf                                          | Das giebelständige Presshaus verfügt über ein Schopfwalmdach, gekehltes Traufgesims und ein Rechteckportal. | BDA-Hist.: Q37794743 Status: Bescheid Stand der BDA-Liste: 2025-06-30 Name: Presshaus GstNr.: 25                                                                                         |
| ja   | Datei hochladen | Presshaus HERIS-ID: 5333 Objekt-ID: 1197                                                 | Standort KG: Aspersdorf                                          | Das giebelständige Presshaus mit Schopfwalmdach, gekehltem Traufgesims und Segmentbogenportal hat im Giebel zwei Oculi. | BDA-Hist.: Q37795786 Status: Bescheid Stand der BDA-Liste: 2025-06-30 Name: Presshaus GstNr.: 26                                                                                         |
| ja   | Datei hochladen | Weinkeller mit Presshaus HERIS-ID: 5334 Objekt-ID: 1198                                  | Standort KG: Aspersdorf                                          | Das giebelständige Presshaus ist mit einem Satteldach, gekehltem Traufgesims, glatter Fassade und einem Segmentbogenportal ausgestattet. | BDA-Hist.: Q37796647 Status: Bescheid Stand der BDA-Liste: 2025-06-30 Name: Weinkeller mit Presshaus GstNr.: 27                                                                          |
| ja   | Datei hochladen | Presshaus HERIS-ID: 5335 Objekt-ID: 1199                                                 | Standort KG: Aspersdorf                                          | Das giebelständige Presshaus mit Satteldach, glatter Fassade und Segmentbogenportal hat im Dreiecksgiebel ein Rechteckfenster. | BDA-Hist.: Q37797144 Status: Bescheid Stand der BDA-Liste: 2025-06-30 Name: Presshaus GstNr.: 30 Wine press house Aspersdorf 30                                                          |
| ja   | Datei hochladen | Presshaus HERIS-ID: 5336 Objekt-ID: 1200                                                 | Standort KG: Aspersdorf                                          | Das giebelständige Presshaus hat ein Satteldach, umlaufendes Traufgesims, eine glatte Fassade und ein Segmentbogenportal. | BDA-Hist.: Q37797516 Status: Bescheid Stand der BDA-Liste: 2025-06-30 Name: Presshaus GstNr.: 31 Wine press house Aspersdorf 31                                                          |
| ja   | Datei hochladen | Presshaus HERIS-ID: 5337 Objekt-ID: 1201                                                 | Standort KG: Aspersdorf                                          | Der Abgang in das unter Tag liegende Presshaus verfügt über ein steinsichtiges Segmentbogenportal aus Ziegelmauerwerk. | BDA-Hist.: Q37798108 Status: Bescheid Stand der BDA-Liste: 2025-06-30 Name: Presshaus GstNr.: 32                                                                                         |
| ja   | Datei hochladen | Presshaus HERIS-ID: 5338 Objekt-ID: 1202                                                 | Standort KG: Aspersdorf                                          | Das traufständige Presshaus hat ein Satteldach, ein Segmentbogenportal und eine glatte Fassade. | BDA-Hist.: Q37798232 Status: Bescheid Stand der BDA-Liste: 2025-06-30 Name: Presshaus GstNr.: 33                                                                                         |
| ja   | Datei hochladen | Presshaus HERIS-ID: 5339 Objekt-ID: 1203                                                 | Standort KG: Aspersdorf                                          | Das giebelständige Presshaus hat ein Satteldach, gekehltes Traufgesims und ein Rechteckportal. | BDA-Hist.: Q37798356 Status: Bescheid Stand der BDA-Liste: 2025-06-30 Name: Presshaus GstNr.: 34                                                                                         |
| ja   | Datei hochladen | Presshaus HERIS-ID: 5340 Objekt-ID: 1204                                                 | Standort KG: Aspersdorf                                          | Das giebelständige Presshaus hat ein Satteldach, gekehltes Traufgesims und ein Rechteckportal. | BDA-Hist.: Q37798453 Status: Bescheid Stand der BDA-Liste: 2025-06-30 Name: Presshaus GstNr.: 35                                                                                         |
| ja   | Datei hochladen | Presshaus HERIS-ID: 5341 Objekt-ID: 1205                                                 | Standort KG: Aspersdorf                                          | Das traufständige Presshaus mit Satteldach, umlaufendem gekehltem Traufgesims und Rechteckportal an der Längsseite hat ein Segmentbogenportal an der Giebelseite und zwei Oculi im Dreiecksgiebel. | BDA-Hist.: Q37798628 Status: Bescheid Stand der BDA-Liste: 2025-06-30 Name: Presshaus GstNr.: 36                                                                                         |
| ja   | Datei hochladen | Kath. Pfarrkirche Mariä Heimsuchung HERIS-ID: 24993 Objekt-ID: 21407                     | bei Kirchengasse 79 Standort KG: Breitenwaida                    | Die klassizistische Pfarrkirche von Breitenwaida ist eine nach Westen ausgerichtete Saalkirche und wurde zwischen 1822 und 1823 vom Baumeister Josef Reiminger errichtet. Der ostseitige Turm besitzt eine flachkuppelige Haube. Die rundbogigen Fenster mit Glasmalereien aus dem 20. Jahrhundert zeigen Darstellungen der heiligen Leonhard, Notburga, Anna Maria das Lesen lehrend, Florian von Lorch, Sebastian, Leopold sowie die heilige Familie und die Verkündigung. | BDA-Hist.: Q37889248 Status: § 2a Stand der BDA-Liste: 2025-06-30 Name: Kath. Pfarrkirche Mariä Heimsuchung GstNr.: 385 Breitenwaida Kirche                                              |
| ja   | Datei hochladen | Pfarrhof HERIS-ID: 24994 Objekt-ID: 21408                                                | Pfarrgasse 67 Standort KG: Breitenwaida                          | Der Pfarrhof ist ein eingeschoßiges Bauwerk mit Walmdach. Über dem Eingang befindet sich ein mit 1786 bezeichnetes Wappen Kaiser Josephs II. | BDA-Hist.: Q37889265 Status: § 2a Stand der BDA-Liste: 2025-06-30 Name: Pfarrhof GstNr.: 565, 566 Breitenwaida Pfarrhof                                                                  |
| ja   | Datei hochladen | Schule HERIS-ID: 24995 Objekt-ID: 21409                                                  | Schulgasse 75 Standort KG: Breitenwaida                          | Die 1787 urkundlich erwähnte Schule ist ein schlichter eingeschoßiger Bau mit Walmdach. 1882 wurde sie erweitert und 1968 im Innenbereich umgebaut. | BDA-Hist.: Q37889286 Status: § 2a Stand der BDA-Liste: 2025-06-30 Name: Schule GstNr.: 563 Breitenwaida Schule                                                                           |
| ja   | Datei hochladen | Gnadenstuhl HERIS-ID: 24996 Objekt-ID: 21410                                             | Kirchengasse 397, in der Nähe Standort KG: Breitenwaida          | Bei jedem Pfeiler des Friedhofstors von Breitenwaida befindet sich eine Darstellung eines Gnadenstuhls. Während jener auf der linken Seite in gutem Zustand ist, ist der rechte bereits ziemlich ramponiert. | BDA-Hist.: Q37889306 Status: § 2a Stand der BDA-Liste: 2025-06-30 Name: Gnadenstuhl GstNr.: 494 Breitenwaida Gnadenstuhl                                                                 |
| ja   | Datei hochladen | Bildstock, Marienmarterl HERIS-ID: 24997 Objekt-ID: 21411                                | vor Hollabrunnerstraße 35 Standort KG: Breitenwaida              | Der Tabernakelpfeiler am nördlichen Ortsende stammt aus dem 17. Jahrhundert. Er wird vor Ort als Marienmarterl bezeichnet. | BDA-Hist.: Q37889323 Status: § 2a Stand der BDA-Liste: 2025-06-30 Name: Bildstock GstNr.: 1034 Breitenwaida Bildstock Hollabrunnerstraße                                                 |
| ja   | Datei hochladen | Bildstock HERIS-ID: 25000 Objekt-ID: 21414                                               | Standort KG: Dietersdorf                                         | Am nördlichen Ortsende, der Ortschaft Sonnberg zugewandt, steht ein Pfeilerbildstock aus dem 17. Jahrhundert. | BDA-Hist.: Q37889356 Status: § 2a Stand der BDA-Liste: 2025-06-30 Name: Bildstock GstNr.: 2617 Dietersdorf Bildstock                                                                     |
| ja   | Datei hochladen | Bildstock HERIS-ID: 25001 Objekt-ID: 21415                                               | Standort KG: Dietersdorf                                         | Der barocke Sandstein-Bildstock an der Gemeindegrenze zu Sonnberg, laut Inschrift im Jahr 1689 errichtet, ist etwa 3,7 Meter hoch und wird als Pestdenkmal gedeutet. An seiner Vorderseite zeigt der Schaft Reliefs der Leidenswerkzeuge Christi. | BDA-Hist.: Q37889374 Status: § 2a Stand der BDA-Liste: 2025-06-30 Name: Bildstock GstNr.: 2609                                                                                           |
| ja   | Datei hochladen | Figur heiliger Johannes Nepomuk HERIS-ID: 25002 Objekt-ID: 21416                         | Standort KG: Dietersdorf                                         | Ein breiter Volutensockel trägt die Figur des hl. Johannes Nepomuk. | BDA-Hist.: Q37889388 Status: § 2a Stand der BDA-Liste: 2025-06-30 Name: Figur heiliger Johannes Nepomuk GstNr.: 2647                                                                     |
| ja   | Datei hochladen | Ortskapelle HERIS-ID: 24999 Objekt-ID: 21413                                             | Standort KG: Dietersdorf                                         | Die außerhalb des Ortes am Göllersbach gelegene Kapelle ist ein kubischer Barockbau mit Volutengiebeln, Putzgliederung und einem Rechteckportal. | BDA-Hist.: Q37889342 Status: Bescheid Stand der BDA-Liste: 2025-06-30 Name: Ortskapelle GstNr.: .234 Dietersdorf Kapelle                                                                 |
| ja   | Datei hochladen | Pfarrhof, ehemaliger Gutshof HERIS-ID: 25018 Objekt-ID: 21432                            | Hauptplatz 16 Standort KG: Eggendorf im Thale                    | Der neben der Kirche gelegene Pfarrhof, ein ehemaliger Gutshof mit Wirtschaftsgebäuden, ist ein im Kern aus dem 17. Jahrhundert stammender, zweigeschoßiger, traufständiger Bau mit Walmdach, der im 19. Jahrhundert verändert wurde. Das geschweifte Gartentor stammt aus dem 18. Jahrhundert. | BDA-Hist.: Q37889491 Status: § 2a Stand der BDA-Liste: 2025-06-30 Name: Pfarrhof, ehem.Gutshof GstNr.: 10 Pfarrhof Eggendorf im Thale, Gemeinde Hollabrunn                               |
| ja   | Datei hochladen | Kath. Pfarrkirche heilige Afra HERIS-ID: 25016 Objekt-ID: 21430                          | Hauptplatz 15, bei Standort KG: Eggendorf im Thale               | Neugotischer Bau mit gotischem Chor und im Kern gotischem Südturm. | BDA-Hist.: Q18412234 Status: § 2a Stand der BDA-Liste: 2025-06-30 Name: Kath. Pfarrkirche heilige Afra GstNr.: 8 Saint Afra Church (Eggendorf im Thale)                                  |
| ja   | Datei hochladen | Figurenbildstock hl. Johannes Nepomuk HERIS-ID: 25017 Objekt-ID: 21431 marterl.at: 13525 | Standort KG: Eggendorf im Thale                                  | Die 1732 aus Zogelsdorfer Sandstein gefertigte Statue des hl. Johannes Nepomuk steht auf einem reliefierten Postament mit Wolken- und Puttendekor. Die Jahreszahl der Errichtung ist als Chronogramm in eine Wappenkartusche am Postament eingraviert. | BDA-Hist.: Q37889484 Status: § 2a Stand der BDA-Liste: 2025-06-30 Name: Figurenbildstock hl. Johannes Nepomuk GstNr.: 866 Eggendorf Johannes Nepomuk                                     |
| ja   | Datei hochladen | Bildstock HERIS-ID: 25021 Objekt-ID: 21435                                               | Standort KG: Eggendorf im Thale                                  | Der Bildstock im Norden des Ortes, ein abgefaster Vierkantpfeiler mit Quaderaufsatz und Gnadenstuhl-Relief, ist mit 1686 bezeichnet. | BDA-Hist.: Q37889501 Status: § 2a Stand der BDA-Liste: 2025-06-30 Name: Bildstock GstNr.: 4 Bildstock Eggendorf Gst. 4, Gemeinde Hollabrunn                                              |
| ja   | Datei hochladen | Kath. Pfarrkirche heiliger Markus HERIS-ID: 25003 Objekt-ID: 21417                       | Schulweg 19, gegenüber Standort KG: Enzersdorf im Thale          | Der neugotische Bau aus den Jahren 1895–1897 verfügt über einen fünfgeschoßigen Südwestturm. | BDA-Hist.: Q18412235 Status: § 2a Stand der BDA-Liste: 2025-06-30 Name: Kath. Pfarrkirche heiliger Markus GstNr.: 1 Enzersdorf im Thale Kirche                                           |
| ja   | Datei hochladen | Kapelle HERIS-ID: 25004 Objekt-ID: 21418                                                 | Klosterweg 156 Standort KG: Enzersdorf im Thale                  | Die neugotische Kapelle mit Dreiseitschluss und Spitzbogenfenstern grenzt im Westen an das ehemalige Kloster (den jetzigen Kindergarten). Die Kapelle wurde 2019/2020 restauriert. | BDA-Hist.: Q37889408 Status: § 2a Stand der BDA-Liste: 2025-06-30 Name: Kapelle GstNr.: 6/1 Kapelle Enzersdorf im Thale, Gemeinde Hollabrunn                                             |
| ja   | Datei hochladen | Friedhofskreuz HERIS-ID: 25006 Objekt-ID: 21420                                          | Spangenweg 143, nördlich Standort KG: Enzersdorf im Thale        | | BDA-Hist.: Q37889422 Status: § 2a Stand der BDA-Liste: 2025-06-30 Name: Friedhofskreuz GstNr.: 4/1 Enzersdorf im Thale Friedhofskreuz                                                    |
| ja   | Datei hochladen | Gnadenstuhl HERIS-ID: 25007 Objekt-ID: 21421                                             | Standort KG: Enzersdorf im Thale                                 | Der 1736 errichtete Gnadenstuhl inmitten des Friedhofs gehört zur Gruft der Herren von Spangen. Auf der Rückseite befindet sich eine Grabinschrift. | BDA-Hist.: Q37889432 Status: § 2a Stand der BDA-Liste: 2025-06-30 Name: Gnadenstuhl GstNr.: 4/1 Enzersdorf im Thale Gnadenstuhl                                                          |
| ja   | Datei hochladen | Pranger HERIS-ID: 25008 Objekt-ID: 21422                                                 | Schorberstraße 57, vor Standort KG: Enzersdorf im Thale          | Der Pranger stammt aus dem 17. Jahrhundert. | BDA-Hist.: Q37889450 Status: § 2a Stand der BDA-Liste: 2025-06-30 Name: Pranger GstNr.: 1376/2 Enzersdorf im Thale Pranger                                                               |
| ja   | Datei hochladen | Figur hl. Johannes Nepomuk HERIS-ID: 25010 Objekt-ID: 21424 marterl.at: 13570            | neben Schorberstraße 101 Standort KG: Enzersdorf im Thale        | Die Sandsteinfigur des Johannes Nepomuk mit reich verziertem Sockel wurde um 1760 errichtet. | BDA-Hist.: Q37889466 Status: § 2a Stand der BDA-Liste: 2025-06-30 Name: Figur hl. Johannes Nepomuk GstNr.: 1392/3 Figur Johannes Nepomuk in Enzersdorf im Thale, Hollabrunn              |
| ja   | Datei hochladen | Schloss Groß HERIS-ID: 25685 Objekt-ID: 22128                                            | Bundesstraße 1 Standort KG: Groß                                 | Kleine, ein- bis zweigeschoßige Dreiflügelanlage der frühen Renaissance. | BDA-Hist.: Q18412899 Status: Bescheid Stand der BDA-Liste: 2025-06-30 Name: Schloss Groß GstNr.: 87 Schloss Groß                                                                         |
| ja   | Datei hochladen | Anlage Wallfahrtsstätte Klein Maria Dreieichen HERIS-ID: 5979seit 2024                   | Friedhofgasse 70, nordöstlich des Ortes Standort KG: Groß        | Um die 1870 fertiggestellte Kapelle mit Spitzbogenfenstern und kleinem Dachreiter entstanden verschiedene Buden zum Verkauf von Devotionalien, um 1930 wurde eine Sakristei angebaut. Die Kapelle ersetzte ein Baumbild, das eine Kopie des Gnadenbildes von Maria Dreieichen war. | BDA-Hist.: Q1022425 Status: Bescheid Stand der BDA-Liste: 2025-06-30 Name: Anlage Wallfahrtsstätte Klein Maria Dreieichen GstNr.: 665, 666, 670 Wallfahrtskapelle Klein Maria Dreieichen |
| ja   | Datei hochladen | Pfarrhof HERIS-ID: 13914 Objekt-ID: 10130                                                | Schwemmplatz 2 Standort KG: Groß                                 | Der Pfarrhof von Groß liegt unterhalb der Kirche. Der rechteckige Bau mit hohem Walmdach und einer Fassade vom Ende des 18. Jahrhunderts verfügt über einen hakenförmig anschließenden Wirtschaftstrakt. | BDA-Hist.: Q37718028 Status: § 2a Stand der BDA-Liste: 2025-06-30 Name: Pfarrhof GstNr.: 90                                                                                              |
| ja   | Datei hochladen | Figurenbildstock heiliger Johannes Nepomuk HERIS-ID: 13839 Objekt-ID: 10053              | neben Schwemmplatz 78 Standort KG: Groß                          | Die Johannes-Nepomuk-Säule im Ort ist mit 1764 bezeichnet. | BDA-Hist.: Q37714974 Status: § 2a Stand der BDA-Liste: 2025-06-30 Name: Figurenbildstock heiliger Johannes Nepomuk GstNr.: 238 Groß Statue Johannes Nepomuk (Kindergarten)               |
| ja   | Datei hochladen | Mariensäule Maria Immaculata HERIS-ID: 13780 Objekt-ID: 9991                             | Standort KG: Groß                                                | Auf einem abgefasten Pfeiler im Osten des Ortes steht die renovierte Figur der Maria Immaculata aus der Mitte des 18. Jahrhunderts. | BDA-Hist.: Q38185670 Status: § 2a Stand der BDA-Liste: 2025-06-30 Name: Mariensäule Maria Immaculata GstNr.: 1113                                                                        |
| ja   | Datei hochladen | Kath. Pfarrkirche heiliger Veit HERIS-ID: 4538 Objekt-ID: 383                            | Kirchenplatz 5, gegenüber Standort KG: Groß                      | Die Pfarrkirche von Groß ist dem hl. Veit geweiht. Die im Kern romanische, barockisierte Saalkirche mit hochgotischem Südturm und im Kern gotischen Kapellenanbauten erhebt sich in der Ortsmitte. | BDA-Hist.: Q2082658 Status: § 2a Stand der BDA-Liste: 2025-06-30 Name: Kath. Pfarrkirche heiliger Veit GstNr.: 108 Saint Vitus Church (Groß)                                             |
| ja   | Datei hochladen | Sporthalle HERIS-ID: 22337 Objekt-ID: 18668                                              | Amtsgasse 2 Standort KG: Hollabrunn                              | Die Sporthalle ist ein neugotischer Backsteinbau mit Satteldach aus dem Jahre 1883. Die Fassade ist durch abgetreppte Strebepfeiler gegliedert. An den Seiten der Fassade gibt es je ein Spitzbogenfenster, zur Fassadenmitte hin gefolgt von je einem leicht risaltierenden Eingangsbereich mit Rechteckportal und darüber liegendem Spitzbogenfenster sowie einem Mansardengiebel mit rundem Blendfenster. Im dreiachsigen Mittelteil der Fassade liegt je ein gekuppeltes Spitzbogenfenster. | BDA-Hist.: Q37868904 Status: § 2a Stand der BDA-Liste: 2025-06-30 Name: Sporthalle GstNr.: .156/2 Hollabrunn Sporthalle (Amtsgasse)                                                      |
| ja   | Datei hochladen | Ehem. Armen- und Krankenhaus HERIS-ID: 25678 Objekt-ID: 22121                            | Amtsgasse 4 Standort KG: Hollabrunn                              | Das ehemalige Krankenhaus ist ein zweigeschoßiges Gebäude mit Walmdach, im Kern aus der Mitte des 18. Jahrhunderts und 1801 umgebaut. Es diente als Kranken- und Armenhaus. Der Bau ist schlicht fassadiert durch Putzfelder und Kordongesims. Die Fenster im Obergeschoß sind teilweise mit gekehlten Fensterbänken ausgestattet. | BDA-Hist.: Q37895683 Status: Bescheid Stand der BDA-Liste: 2025-06-30 Name: Ehem. Armen- und Krankenhaus GstNr.: .156/1 Hollabrunn Armenhaus (Amtsgasse)                                 |
| ja   | Datei hochladen | Flur-/Wegkapelle HERIS-ID: 22324 Objekt-ID: 18655                                        | neben Anton Ehrenfried-Straße 28 Standort KG: Hollabrunn         | Die Wegkapelle in der Anton-Ehrenfried-Straße ist ein rechteckiger Bau mit geschweiftem Aufsatz, Dreiecksgiebel und krönendem Patriarchenkreuz aus dem Jahre 1865. | BDA-Hist.: Q37868768 Status: § 2a Stand der BDA-Liste: 2025-06-30 Name: Flur-/Wegkapelle GstNr.: .471 Kapelle Ehrenfriedstraße, Hollabrunn                                               |
| ja   | Datei hochladen | Bildstock, Schwedenkreuz HERIS-ID: 22320 Objekt-ID: 18651                                | Babogasse 9 Standort KG: Hollabrunn                              | Das Schwedenkreuz mit Inschrift laut Erlass Ferdinands III – ein reliefierter Pfeiler mit Quaderaufsatz, Pyramidendach und bekrönendem Steinkreuz aus dem Jahre 1657 – hat auf dem Schaft Reliefs der Marterwerkzeuge und im Aufsatz ein Relief der Kreuzigung. | BDA-Hist.: Q37868706 Status: § 2a Stand der BDA-Liste: 2025-06-30 Name: Bildstock, Schwedenkreuz GstNr.: .1877 Hollabrunn Schwedenkreuz                                                  |
| ja   | Datei hochladen | ehemaliges Postamt HERIS-ID: 25683 Objekt-ID: 22126                                      | Bahnstraße 12 Standort KG: Hollabrunn                            | Das ehemalige Postamt ist ein dreigeschoßiges Eckhaus aus der Zeit um 1900 mit secessionistischem Dekor. Im ersten Obergeschoß hat es Fenster mit Sohlbänken und Verdachungen. | BDA-Hist.: Q37895762 Status: Bescheid Stand der BDA-Liste: 2025-06-30 Name: ehemaliges Postamt GstNr.: .791 Hollabrunn ehemaliges Postamt                                                |
| ja   | Datei hochladen | Rathaus / Gemeindeamt HERIS-ID: 22333 Objekt-ID: 18664                                   | Hauptplatz 1 Standort KG: Hollabrunn                             | Das Rathaus ist ein zweigeschoßiger Bau aus dem dritten Viertel des 19. Jahrhunderts mit Erweiterungen aus dem Anfang des 20. Jahrhunderts mit Satteldach und Uhrtürmchen. Fassade durch Quaderung gegliedert. | BDA-Hist.: Q37868848 Status: § 2a Stand der BDA-Liste: 2025-06-30 Name: Rathaus / Gemeindeamt GstNr.: 223 Hollabrunn Rathaus                                                             |
| ja   | Datei hochladen | Wohn- und Geschäftshaus, ehemalige Poststation HERIS-ID: 25682 Objekt-ID: 22125          | Hauptplatz 9 Standort KG: Hollabrunn                             | Die ehemalige Poststation ist ein siebenachsiger späthistoristischer Bau mit Mittelrisalit und Uhrengiebel. Die Fassade ist durch Quaderung und Pilaster gegliedert. Das Haus hat ein rundbogiges Portal, Rundbogenfenster im Erdgeschoß und dreieckübergiebelte Fenster an den rechten und linken Seite sowie an den drei Achsen des Obergeschoßes. | BDA-Hist.: Q37895748 Status: Bescheid Stand der BDA-Liste: 2025-06-30 Name: Wohn- und Geschäftshaus, ehemalige Poststation GstNr.: .303 Hollabrunn Haus Hauptplatz 09                    |
| ja   | Datei hochladen | Wohn- und Geschäftshaus HERIS-ID: 25681 Objekt-ID: 22124                                 | Hauptplatz 13-14 Standort KG: Hollabrunn                         | Der secessionistische dreigeschoßige Bau mit reichem Stuckdekor stammt aus dem Jahre 1898. Der dreiachsige risalitartige Mittelteil wird von einem vorkragenden Traufgesims abgeschlossen, unter welchem sich drei Oculi befinden. | BDA-Hist.: Q37895732 Status: Bescheid Stand der BDA-Liste: 2025-06-30 Name: Wohn- und Geschäftshaus GstNr.: .119 Hollabrunn Haus Hauptplatz 13                                           |
| ja   | Datei hochladen | Mariensäule mit Pestheiligen HERIS-ID: 22306 Objekt-ID: 18637 marterl.at: 19777          | bei Hauptplatz 13-14 Standort KG: Hollabrunn                     | Die Figur Maria Immaculata auf hoher Säule mit Kapitell stammt aus dem Jahre 1681. Sie ist umgeben von den im Jahre 1713 ergänzten Figuren der Pestheiligen Franz Xaver, Rochus, Sebastian und Johannes Nepomuk. In einer Nische des Sockels befindet sich die Liegefigur der hl. Rosalia. | BDA-Hist.: Q37868528 Status: § 2a Stand der BDA-Liste: 2025-06-30 Name: Mariensäule mit Pestheiligen GstNr.: 4076/1 Hollabrunn Mariensäule (Hauptplatz)                                  |
| ja   | Datei hochladen | Florianibrunnen HERIS-ID: 22307 Objekt-ID: 18638                                         | bei Hauptplatz 15 Standort KG: Hollabrunn                        | In der Mitte eines achtseitigen Wasserbeckens aus Marmor steht auf einem Postament die gusseiserne Figur des hl. Florian aus dem Jahre 1862/1863. | BDA-Hist.: Q37868543 Status: § 2a Stand der BDA-Liste: 2025-06-30 Name: Florianibrunnen GstNr.: 4076/1 Hollabrunn Hauptplatz Florianibrunnen                                             |
| ja   | Datei hochladen | Alter Schlachthof HERIS-ID: 30483 Objekt-ID: 27233                                       | Josef Weisleinstraße 5 Standort KG: Hollabrunn                   | Der Schlachthof ist ein Gebäude mit quadratischem Grundriss und Pyramidendach. An der Straßenfront liegt ein risalitartig betonter Mittelteil mit vorkragendem gekehlten Traufgesims und Dreieckgiebelchen. | BDA-Hist.: Q37934562 Status: § 2a Stand der BDA-Liste: 2025-06-30 Name: Alter Schlachthof GstNr.: .1107 Hollabrunn Schlachthof                                                           |
| ja   | Datei hochladen | Stadtsaal HERIS-ID: 30485 Objekt-ID: 27235                                               | Josef Weisleinstraße 11 Standort KG: Hollabrunn                  | Der Stadtsaal ist ein Bau aus dem Jahre 1972, der für zahlreiche Arten von Veranstaltungen geeignet ist. Der Außenbereich wird durch ein 450 m² großes Sgraffito von Heribert Potuznik dominiert. | BDA-Hist.: Q37934600 Status: § 2a Stand der BDA-Liste: 2025-06-30 Name: Stadtsaal GstNr.: 3871/1 Hollabrunn Stadtsaal                                                                    |
| ja   | Datei hochladen | Figur, heiliger Franz Xaver HERIS-ID: 22312 Objekt-ID: 18643                             | gegenüber Kirchengasse 6 Standort KG: Hollabrunn                 | Die Figur des heiligen Franz Xaver wurde 1823 angefertigt und steht zusammen mit einer Figur des heiligen Nepomuk an einem Stiegenaufgang aus der gleichen Zeit an der Westseite der Pfarrkirche. | BDA-Hist.: Q37868631 Status: § 2a Stand der BDA-Liste: 2025-06-30 Name: Figur, heiliger Franz Xaver GstNr.: .150/3 Statue heiliger Franz Xaver (Hollabrunn, ObjektID: 18643)             |
| ja   | Datei hochladen | Figur, heiliger Johannes Nepomuk HERIS-ID: 22313 Objekt-ID: 18644                        | gegenüber Kirchengasse 6 Standort KG: Hollabrunn                 | Die Figur des heiligen Nepomuk wurde 1823 angefertigt und steht zusammen mit einer Figur des heiligen Franz Xaver an einem Stiegenaufgang aus der gleichen Zeit an der Westseite der Pfarrkirche. | BDA-Hist.: Q37868643 Status: § 2a Stand der BDA-Liste: 2025-06-30 Name: Figur, heiliger Johannes Nepomuk GstNr.: .150/3 Hollabrunn Statue Johannes Nepomuk (Kirchenstiege)               |
| ja   | Datei hochladen | Wohnhaus, Seminarvilla HERIS-ID: 22336 Objekt-ID: 18667                                  | Kirchenplatz 1 Standort KG: Hollabrunn                           | Der dreigeschoßige Bau mit neobarocker/secessionistischer Fassade stammt aus dem Jahre 1910. | BDA-Hist.: Q37868889 Status: § 2a Stand der BDA-Liste: 2025-06-30 Name: Wohnhaus, Seminarvilla GstNr.: .1076 Wohnhaus Kirchenplatz 1 in Hollabrunn                                       |
| ja   | Datei hochladen | Erzbischöfliches Knabenseminar HERIS-ID: 22314 Objekt-ID: 18645                          | Kirchenplatz 2 Standort KG: Hollabrunn                           | Das Knabenseminar ist ein mächtiger, dreiundzwanzigachsiger, späthistoristischer Bau aus dem Jahre 1880/1881. Er zeigt eine Neorenaissancefassade mit fünfachsigem übergiebelten Mittelrisalit und Dachreiter. | BDA-Hist.: Q759506 Status: § 2a Stand der BDA-Liste: 2025-06-30 Name: Erzbischöfliches Knabenseminar GstNr.: 195/1 Hollabrunn Erzbischöfliches Knabenseminar                             |
| ja   | Datei hochladen | Volksschule HERIS-ID: 22334 Objekt-ID: 18665                                             | Kirchenplatz 4 Standort KG: Hollabrunn                           | Die Volksschule ist ein dreigeschoßiges Gebäude mit breitem Mittelrisalit aus der zweiten Hälfte des 19. Jahrhunderts. Die Fassade des Mittelrisalits ist durch Putzquaderung und zwei Blind-Steingewändefenster mit flankierenden Oculi gegliedert. Der Bau hat ein breites, mehrfach gekehltes Traufgesims mit hohem abschließenden Volutengiebel. Im Giebel sind zwei gekoppelte Steingewändefenster flankiert von einer Zapfenbekrönung. | BDA-Hist.: Q37868875 Status: § 2a Stand der BDA-Liste: 2025-06-30 Name: Volksschule GstNr.: .150/2 Volksschule I Hollabrunn                                                              |
| ja   | Datei hochladen | Figur, Urlaubergruppe HERIS-ID: 22310 Objekt-ID: 18641                                   | bei Kirchenplatz 4 Standort KG: Hollabrunn                       | Auf reliefiertem Sockel steht die Figurengruppe Christi Abschied von hl. Maria (eine sogenannte Urlaubergruppe). | BDA-Hist.: Q37868595 Status: § 2a Stand der BDA-Liste: 2025-06-30 Name: Figur, Urlaubergruppe GstNr.: .150/3                                                                             |
| ja   | Datei hochladen | Grabsteine HERIS-ID: 22311 Objekt-ID: 18642                                              | bei Kirchenplatz 4 Standort KG: Hollabrunn                       | An der Hollabrunner Pfarrkirche befinden sich mehrere Grabsteine; unter anderem von Christoph Görtschach († 1589) mit Relief des Verstorbenen und der Kreuzigung Christi, Rosina von Eghk Hungerbach († 1587), Sabina Christina de Gilleis († 1725) und Georg Jäckisch († 1724). | BDA-Hist.: Q37868618 Status: § 2a Stand der BDA-Liste: 2025-06-30 Name: Grabsteine GstNr.: .150/3                                                                                        |
| ja   | Datei hochladen | Kath. Pfarrkirche heiliger Ulrich HERIS-ID: 22326 Objekt-ID: 18657                       | bei Kirchenplatz 5 Standort KG: Hollabrunn                       | Die im Kern romanische Pfarrkirche von Hollabrunn wurde im 13. Jahrhundert errichtet und im 14. Jahrhundert in gotischem Stil erweitert. | BDA-Hist.: Q18325052 Status: § 2a Stand der BDA-Liste: 2025-06-30 Name: Kath. Pfarrkirche heiliger Ulrich GstNr.: .150/1 Pfarrkirche hl. Ulrich, Hollabrunn                              |
| ja   | Datei hochladen | Figurenbildstock, Rolandsfigur HERIS-ID: 22316 Objekt-ID: 18647                          | bei Koliskoplatz 7 Standort KG: Hollabrunn                       | Die hohe Säule mit Rolandsfigur wurde Anfang des 20. Jahrhunderts gebaut. | BDA-Hist.: Q37868676 Status: § 2a Stand der BDA-Liste: 2025-06-30 Name: Figurenbildstock, Rolandsfigur GstNr.: 4266/1 Rolandsfigur Hollabrunn                                            |
| ja   | Datei hochladen | Volksschule II HERIS-ID: 22340 Objekt-ID: 18671                                          | Koliskoplatz 7 Standort KG: Hollabrunn                           | Die Volksschule wurde 1893 als dreigeschoßiger freistehender Bau errichtet. | BDA-Hist.: Q37868978 Status: § 2a Stand der BDA-Liste: 2025-06-30 Name: Volksschule II GstNr.: .90/1 Volksschule II Hollabrunn                                                           |
| ja   | Datei hochladen | Amtsgebäude, Gerichtsgebäude HERIS-ID: 22338 Objekt-ID: 18669                            | Koliskoplatz 8 Standort KG: Hollabrunn                           | Bei dem Gerichtsgebäude handelt es sich um den zweigeschoßigen, nördlichen Anbau (4. Viertel des 19. Jahrhunderts) an das ehemalige Kapuzinerkloster mit späthistoristischer Fassadierung und Walmdach. | BDA-Hist.: Q37868932 Status: § 2a Stand der BDA-Liste: 2025-06-30 Name: Amtsgebäude, Gerichtsgebäude GstNr.: .99 Amtsgebäude Koliskoplatz 8, Hollabrunn                                  |
| ja   | Datei hochladen | Verwaltungs-/Bürogebäude, Kapuzinerkloster HERIS-ID: 22339 Objekt-ID: 18670              | Koliskoplatz 8 Standort KG: Hollabrunn                           | Das zwischen 1664 und 1667 errichtete ehemalige Kapuzinerkloster wurde 1783 aufgehoben, später teilweise abgebrochen und umgebaut. 1854 wurde es als Verwaltungsgebäude adaptiert. Der mächtige dreigeschoßige Bau mit Walmdach, schlichter frühhistoristischer Fassade und kleiner Rundbogennische mit einer Figur des hl. Leopold (2. Hälfte des 17. Jahrhunderts). | BDA-Hist.: Q37868957 Status: § 2a Stand der BDA-Liste: 2025-06-30 Name: Verwaltungs-/Bürogebäude, Kapuzinerkloster GstNr.: .99 Ehemaliges Kapuzinerkloster, Hollabrunn                   |
| ja   | Datei hochladen | Figurenbildstock Pietà HERIS-ID: 22303 Objekt-ID: 18634                                  | vor Lothringerplatz 11 Standort KG: Hollabrunn                   | Die 1847, 1932 und 1935 erneuerte Figurengruppe Pietà auf Quadersockel ist mit 1788 bezeichnet. | BDA-Hist.: Q37868484 Status: § 2a Stand der BDA-Liste: 2025-06-30 Name: Figurenbildstock Pietà GstNr.: 4076/25 Pietà, Gemeinde Hollabrunn                                                |
| ja   | Datei hochladen | Florianibrunnen HERIS-ID: 22304 Objekt-ID: 18635                                         | am Lothringerplatz Standort KG: Hollabrunn                       | In der Mitte eines achtseitigen steinernen Beckens steht auf einem oktogonalen Sockel die barocke Figur des hl. Florian aus dem Jahre 1708. | BDA-Hist.: Q37868512 Status: § 2a Stand der BDA-Liste: 2025-06-30 Name: Florianibrunnen GstNr.: 4076/25 Hollabrunn Lothringerplatz Florianibrunnen                                       |
| ja   | Datei hochladen | Friedhofsportal HERIS-ID: 22327 Objekt-ID: 18658                                         | Marchartsteig 12 Standort KG: Hollabrunn                         | | BDA-Hist.: Q37868810 Status: § 2a Stand der BDA-Liste: 2025-06-30 Name: Friedhofsportal GstNr.: .653 Hollabrunn Friedhofsportal                                                          |
| ja   | Datei hochladen | Friedhofskapelle HERIS-ID: 22325 Objekt-ID: 18656                                        | bei Marchartsteig 12 Standort KG: Hollabrunn                     | Die Friedhofskapelle auf dem 1885 im Osten der Stadt angelegten Friedhof ist ein neugotischer Backsteinbau mit eingezogenem Chor und Treppengiebeln. Am Portal mit Blendnische befindet sich ein Wandgemälde der Auferweckung des Lazarus. Zu den weiteren Merkmalen zählt ein stark zerstörtes Friedhofskreuz aus dem 18. Jahrhundert. | BDA-Hist.: Q37868793 Status: § 2a Stand der BDA-Liste: 2025-06-30 Name: Friedhofskapelle GstNr.: .654 Hollabrunn Friedhofskapelle                                                        |
| ja   | Datei hochladen | Stadtmuseum „Alte Hofmühle“ HERIS-ID: 22321 Objekt-ID: 18652                             | Mühlenring 2 Standort KG: Hollabrunn                             | Das Gebäude am Mühlenring 2 wurde bis 1928 als Mühle genutzt und beherbergt heute das Stadtmuseum mit einer lokalhistorischen Sammlung. Ursprünglich war es der Sitz der Herren von Oberhollabrunn. 1384 ging es an die Ministerialen von Sonnberg. Die Anlage des frühen 17. Jahrhunderts besteht aus einem zweigeschoßigen Haupthaus sowie einem niedrigen Wirtschaftstrakt und wird durch eine Umfassungsmauer um einen weiten, annähernd quadratischen Hof ergänzt. Darin befinden sich ein Rundbogenportal in gequadertem Rechteckrahmen mit ornamentierten Kämpfern und Volutenkeilstein sowie ein mit 1614 bezeichnetes Gehtürl mit Beschlagwerkfries im Gebälk. Das Hauptgebäude mit giebelseitigen Speicherluken ist durch ein Schopfwalmdach gedeckt und hat zum Großteil übergangene, schlichte, gefaschte Fensterrahmungen und an der Hoffront profilierte Fensterverdachungen. Die Rechtecktüren sind in den Türstützen mit ornamentalen Relieffriesen ausgestattet. Im Erdgeschoß hat der Bau Kreuzgratgewölbe mit angeputzten Graten und einer Holzbalkendecke aus dem 17. Jahrhundert, die durch zwei Holzbalken aus dem Schloss Sonnberg ergänzt wurden. | BDA-Hist.: Q18631070 Status: § 2a Stand der BDA-Liste: 2025-06-30 Name: Stadtmuseum „Alte Hofmühle“ GstNr.: .50/1 Stadtmuseum Alte Hofmühle                                              |
| ja   | Datei hochladen | Bildstock HERIS-ID: 22322 Objekt-ID: 18653                                               | Mühlenring 2 Standort KG: Hollabrunn                             | Der anhand seiner Ikonographie als Pestdenkmal gedeutete Bildstock aus Zogelsdorfer Sandstein wurde laut Inschrift im Jahr 1716 errichtet, zeigt aber noch die typischen Formen eines Tabernakelbildstocks des 17. Jahrhunderts. Er verfügt über eine breite Bodenplatte und einen quaderförmigen Sockel, worauf ein eingezogener Schaft mit Passionsmotiven an allen vier Seiten ruht. Darüber befindet sich zwischen zwei stark profilierten Platten ein von einem Tatzenkreuz bekröntes Tabernakel mit Stifterinschrift und reliefierten Darstellungen, welche die Pestheiligen Sebastian, Rochus und Rosalia, zwei nicht näher identifizierte Bischöfe und einen Gnadenstuhl zeigen. Alle Reliefs treten stark hervor und sind sehr hochwertig ausgeführt. | BDA-Hist.: Q37868754 Status: § 2a Stand der BDA-Liste: 2025-06-30 Name: Bildstock GstNr.: .50/1 Hollabrunn Bildstock (Stadtmuseum)                                                       |
| ja   | Datei hochladen | Wohnhaus, ehemalige herrschaftliche Schafmeisterei HERIS-ID: 16007 Objekt-ID: 12261      | Mühlgasse 20 Standort KG: Hollabrunn                             | | BDA-Hist.: Q37805767 Status: Bescheid Stand der BDA-Liste: 2025-06-30 Name: Wohnhaus, ehemalige herrschaftliche Schafmeisterei GstNr.: .64/2 Hollabrunn Haus Mühlgasse 20                |
| ja   | Datei hochladen | Bundesgymnasium HERIS-ID: 22319 Objekt-ID: 18650                                         | Reucklstraße 9 Standort KG: Hollabrunn                           | Das Bundesgymnasium in der Reucklstraße ist ein 1964 teilweise umgebauter, secessionistischer Bau mit niedrigem Turmaufsatz und Glockenhelm. | BDA-Hist.: Q1006146 Status: § 2a Stand der BDA-Liste: 2025-06-30 Name: Bundesgymnasium GstNr.: .936 Bundesgymnasium Hollabrunn                                                           |
| ja   | Datei hochladen | Bürgerhaus HERIS-ID: 25679 Objekt-ID: 22122                                              | Sparkassegasse 3 Standort KG: Hollabrunn                         | Das Bürgerhaus in der Sparkassegasse 3 ist ein zweigeschoßiger, gedrungener Bau, im Kern aus dem 16./17. Jahrhundert, mit Obergeschoßfenstern mit unterkehlten Sohlbänken sowie Kreuzgratgewölbe und Stichkappentonne im inneren. | BDA-Hist.: Q37895703 Status: Bescheid Stand der BDA-Liste: 2025-06-30 Name: Bürgerhaus GstNr.: .305 Bürgerhaus Sparkassegasse 3, Hollabrunn                                              |
| ja   | Datei hochladen | ehemaliges Rathaus HERIS-ID: 24267 Objekt-ID: 20645                                      | Sparkassegasse 5-7 Standort KG: Hollabrunn                       | Das alte Rathaus von Hollabrunn ist eine zweigeschoßige, hakenförmige Anlage, errichtet nach einem Brand 1805, mit einer schlichten, klassizistischen Fassade. Der Bau hat sieben Achsen, die dritte Achse risalitartig über einer segmentbogigen Einfahrt zu den hinteren, tiefer liegenden Wirtschaftstrakten mit Platzlgewölben über Gurtbögen. Links davon liegt ein ehemaliges Gefangenenhäuschen aus dem 18. Jahrhundert mit Pultdach. | BDA-Hist.: Q37883616 Status: Bescheid Stand der BDA-Liste: 2025-06-30 Name: ehemaliges Rathaus GstNr.: 53/2 Ehemaliges Rathaus Hollabrunn                                                |
| ja   | Datei hochladen | Wohnraum mit Stuckdecke, Wohn- und Geschäftshaus HERIS-ID: 25680 Objekt-ID: 22123        | Sparkassegasse 31 Standort KG: Hollabrunn                        | Das Gebäude in der Sparkassegasse 31 ist ein Wohn- und Geschäftshaus mit einer neobarocken Stuckdecke des späten 19. Jahrhunderts. | BDA-Hist.: Q37895718 Status: Bescheid Stand der BDA-Liste: 2025-06-30 Name: Wohnraum mit Stuckdecke, Wohn- und Geschäftshaus GstNr.: .321 Geschäftshaus Sparkassegasse 31, Hollabrunn    |
| ja   | Datei hochladen | israelitischer Friedhof HERIS-ID: 22345 Objekt-ID: 18676                                 | Steinfeldgasse 65 Standort KG: Hollabrunn                        | Südlich von Hollabrunn, weit außerhalb der Stadt an der Stadtgrenze zur Katastralgemeinde Sonnberg, liegt der israelitische Friedhof. Er wird von der Stadtgemeinde gepflegt. Die letzte Beerdigung fand im Jahre 1978 statt. | BDA-Hist.: Q37868991 Status: § 2a Stand der BDA-Liste: 2025-06-30 Name: Friedhof israelitisch GstNr.: 5101, 5102 Israelitischer Friedhof (Hollabrunn, ObjektID: 18676)                   |
| ja   | Datei hochladen | Bildstock HERIS-ID: 22300 Objekt-ID: 18631                                               | Standort KG: Hollabrunn                                          | | BDA-Hist.: Q37868461 Status: § 2a Stand der BDA-Liste: 2025-06-30 Name: Bildstock GstNr.: 4555                                                                                           |
| ja   | Datei hochladen | Kapelle mit Figur heiliger Johannes Nepomuk HERIS-ID: 22302 Objekt-ID: 18633             | Standort KG: Hollabrunn                                          | In einer hölzernen Kapelle steht auf einem Volutensockel eine barocke Figur des hl. Johannes Nepomuk aus dem Jahre 1725. | BDA-Hist.: Q37868474 Status: § 2a Stand der BDA-Liste: 2025-06-30 Name: Kapelle mit Figur heiliger Johannes Nepomuk GstNr.: 4076/17                                                      |
| ja   | Datei hochladen | Dreifaltigkeitssäule HERIS-ID: 22309 Objekt-ID: 18640                                    | Schulgasse 15, vor Standort KG: Hollabrunn                       | Auf hohem Sockel erhebt sich hinter einer Marienfigur auf Wolken- und Puttendekor die Figurengruppe Trinität mit einem Globus. Das Ensemble stammt aus dem Jahre 1780 und war ursprünglich ein Grabstein. | BDA-Hist.: Q37868583 Status: § 2a Stand der BDA-Liste: 2025-06-30 Name: Dreifaltigkeitssäule GstNr.: 4261                                                                                |
| ja   | Datei hochladen | Kriegerdenkmal, Russendenkmal HERIS-ID: 22328 Objekt-ID: 18659                           | Jahnstraße 24, gegenüber Standort KG: Hollabrunn                 | | BDA-Hist.: Q37868839 Status: § 2a Stand der BDA-Liste: 2025-06-30 Name: Kriegerdenkmal, Russendenkmal GstNr.: .1634 Russendenkmal (Hollabrunn, ObjektID: 18659)                          |
| ja   | Datei hochladen | Ortskapelle heilige Mutter Gottes HERIS-ID: 25048 Objekt-ID: 21462                       | neben Obere Straße 27 Standort KG: Kleinkadolz                   | Die Ortskapelle von Kleinkadolz ist der heiligen Mutter Gottes geweiht und liegt erhöht an der Hauptstraße. Der neugotische Bau mit gemauerten Strebepfeilern, abgetrepptem Giebel und Spitzbogenportal hat einen vorgezogenen Ostturm und im Süden eine Sakristei. | BDA-Hist.: Q37889761 Status: § 2a Stand der BDA-Liste: 2025-06-30 Name: Ortskapelle heilige Mutter Gottes GstNr.: 1 Ortskapelle Kleinkadolz                                              |
| ja   | Datei hochladen | Wegkreuz HERIS-ID: 25112 Objekt-ID: 21528                                                | Standort KG: Kleinkadolz                                         | | BDA-Hist.: Q37890282 Status: § 2a Stand der BDA-Liste: 2025-06-30 Name: Wegkreuz GstNr.: 781 Wegkreuz Kleinkadolz                                                                        |
| ja   | Datei hochladen | Figurenbildstock, Gnadenstuhl HERIS-ID: 23888 Objekt-ID: 20257                           | Standort KG: Kleinstelzendorf                                    | Ein Tabernakelpfeiler mit Quaderaufsatz im Stil des 17. Jahrhunderts trägt eine Dreifaltigkeitsdarstellung in Form eines Gnadenstuhls. | BDA-Hist.: Q37879969 Status: § 2a Stand der BDA-Liste: 2025-06-30 Name: Figurenbildstock, Gnadenstuhl GstNr.: 161 Gnadenstuhl Kleinstelzendorf, Gemeinde Hollabrunn                      |
| ja   | Datei hochladen | Mariensäule Maria Immaculata HERIS-ID: 17284 Objekt-ID: 13559                            | Standort KG: Kleinstelzendorf                                    | Aus dem Jahre 1766 stammt die Statue Maria Immaculata, auch Rebensäule genannt. Auf einem Volutensockel steht die von einer reliefierten Weinranke umschlungene Säule mit abschließender Marienstatue. | BDA-Hist.: Q37836194 Status: § 2a Stand der BDA-Liste: 2025-06-30 Name: Mariensäule Maria Immaculata GstNr.: 496/1                                                                       |
| ja   | Datei hochladen | Wegkreuz, „Weißes Kreuz“ HERIS-ID: 5718 Objekt-ID: 1589                                  | Standort KG: Kleinstelzendorf                                    | Auf einer gedrungenen Säule mit einem Relief Arme Sünder im Fegefeuer im Kapitell steht das Kruzifix, bezeichnet 1777. | BDA-Hist.: Q37848029 Status: § 2a Stand der BDA-Liste: 2025-06-30 Name: Wegkreuz, „Weißes Kreuz“ GstNr.: 624                                                                             |
| ja   | Datei hochladen | Bildstock HERIS-ID: 16161 Objekt-ID: 12418                                               | neben Auf der Zeil 42 Standort KG: Kleinstetteldorf              | | BDA-Hist.: Q37809144 Status: § 2a Stand der BDA-Liste: 2025-06-30 Name: Bildstock GstNr.: 149 Kleinstetteldorf Bildstock GstNr 149, Gemeinde Hollabrunn                                  |
| ja   | Datei hochladen | Ortskapelle HERIS-ID: 23488 Objekt-ID: 19842                                             | Im Dorf 17, neben Standort KG: Kleinstetteldorf                  | Die Ortskapelle von Kleinstetteldorf ist ein schlichter Bau aus der ersten Hälfte des 18. Jahrhunderts mit Dreiseitschluss, Rundbogenfenstern und vorgebautem Westturm. Über dem Portal ist eine Nische mit einer Figur des hl. Johannes Nepomuk aus dem 18. Jahrhundert angebracht. Das zweiachsige Kreuzgratgewölbe im Inneren ist durch Doppelpilaster und Gurten gegliedert. Die Apsiskonche ist lisenengegliedert. | BDA-Hist.: Q37876687 Status: § 2a Stand der BDA-Liste: 2025-06-30 Name: Ortskapelle GstNr.: 1 Kleinstetteldorf Kapelle                                                                   |
| ja   | Datei hochladen | Bildstock HERIS-ID: 23489 Objekt-ID: 19843                                               | Im Dorf 2, vor Standort KG: Kleinstetteldorf                     | Der spätgotische Bildstock im Ortszentrum von Kleinstetteldorf wurde 1490 errichtet. Auf einem achteckigen Sockel mit pyramidenförmigen Nasen erhebt sich eine Säule mit stark abgefastem vierseitigem Schaft mit bemerkenswerten Maskenreliefs (Fratzen) an den oberen Zungen, die in dieser Form nur zwischen 1480 und 1520 um Mailberg im zentralen Weinviertel angefertigt wurden. Auf der Säule ruht auf einer spätgotischen, breit ausladenden Kragenplatte ein nach zwei Seiten geöffnetes Lichthaus mit als Nonnenkopfmuster ausgeführten Maßwerkverzierungen. Die Statue Herrgott in der Rast im Tabernakel stammt aus jüngerer Zeit. Den Abschluss bildet ein steinernes Pyramidendach mit schmiedeeisernem Patriarchenkreuz. Die Jahreszahlen 1781 und 1816, die auf dem Kapitell zu sehen sind, verweisen auf Renovierungen. 2008 wurde das Denkmal aufgrund seines schlechten Zustands fast vollständig erneuert. | BDA-Hist.: Q37876698 Status: § 2a Stand der BDA-Liste: 2025-06-30 Name: Bildstock GstNr.: 87 Kleinstetteldorf Bildstock GstNr 87                                                         |
| ja   | Datei hochladen | Bildstock HERIS-ID: 23490 Objekt-ID: 19844                                               | Standort KG: Kleinstetteldorf                                    | | BDA-Hist.: Q37876710 Status: § 2a Stand der BDA-Liste: 2025-06-30 Name: Bildstock GstNr.: 436 Kleinstetteldorf Bildstock GstNr 436                                                       |
| ja   | Datei hochladen | Kath. Filialkirche Mater Dolorosa HERIS-ID: 25373 Objekt-ID: 21800                       | Hauptstraße 54, gegenüber Standort KG: Magersdorf                | Die Filialkirche Mater Dolorosa am östlichen Ortsende ist ein kleiner, barocker Bau mit Dreiseitschluss und Turmaufsatz mit neuerem Zwiebelhelm. Die lisenen- und pilastergegliederte Turmfassade ist mit gekröpftem Gesims und Volutengiebel geschmückt. Zu den weiteren Merkmalen des Bauwerks zählen ein Portal mit Steinlaibung unter Verdachung, seitliche Rechtecksfenster und ostseitig ein Sakristeianbau mit quadratischem Grundriss. Im Innenraum befinden sich ein zweijochiges Kreuzgratgewölbe mit Doppelgurten auf Zwillingspilastern und in der Halbkreisapsis Stichkappengewölbe zwischen breiten Gurten auf Pilastern und ein kräftig profiliertes Gesims. Der nachbarocke Altar mit Altarblatt Schmerzhafte Muttergottes ist mit (1)836 bezeichnet, wurde 1925 renoviert und wird von seitlichen Engelsfiguren getragen. Darüber befinden sich Putti mit Arma Christi. Daneben stehen Seitenfiguren der hll. Veronika und Rosalia. Zur weiteren Ausstattung gehören ein barocker Gnadenstuhl oberhalb des Tabernakels, eine gotische Madonnenfigur aus der Zeit um 1400 mit barocker Krone, barocke Figuren der hll. Florian und Rochus aus der ersten Hälfte des 18. Jahrhunderts, ein Bildnis des hl. Sebastian vom Ende des 18. Jahrhunderts sowie ein Kruzifix aus dem 15. Jahrhundert. | BDA-Hist.: Q37893034 Status: § 2a Stand der BDA-Liste: 2025-06-30 Name: Kath. Filialkirche Mater Dolorosa GstNr.: 690 Filialkirche Mater Dolorosa, Magersdorf                            |
| ja   | Datei hochladen | Bildstock HERIS-ID: 21841 Objekt-ID: 18165                                               | vor Oberort 57 Standort KG: Mariathal                            | | BDA-Hist.: Q37865252 Status: § 2a Stand der BDA-Liste: 2025-06-30 Name: Bildstock GstNr.: 199/5 NÖ-Naturdenkmal HL-021 Lindengruppe Mariathal                                            |
| ja   | Datei hochladen | Ortskapelle HERIS-ID: 24520 Objekt-ID: 20908                                             | Unterort 40, vor Standort KG: Mariathal                          | Die Ortskapelle von Mariathal ist ein schlichter, nach Süden ausgerichteter Bau mit Dreiseitschluss, Dachreiter und Südsakristei, der erstmals 1867 urkundlich erwähnt wurde. Die Fassade mit Putzgliederung ist seitlich von Flachbogenfenstern durchbrochen. Zu Innenausstattung zählt eine barocke Schnitzgruppe Anna Maria lesen lehrend aus der zweiten Hälfte des 18. Jahrhunderts. | BDA-Hist.: Q37884719 Status: § 2a Stand der BDA-Liste: 2025-06-30 Name: Ortskapelle GstNr.: 59                                                                                           |
| ja   | Datei hochladen | Figurenbildstock hl. Johannes Nepomuk HERIS-ID: 25749 Objekt-ID: 22196                   | bei Hollabrunnerstraße 46 Standort KG: Oberfellabrunn            | Aus dem Ende des 18. Jahrhunderts stammt die auf quadratischem glatten Sockel stehende Figur des hl. Johannes Nepomuk. | BDA-Hist.: Q37896154 Status: § 2a Stand der BDA-Liste: 2025-06-30 Name: Figurenbildstock hl. Johannes Nepomuk GstNr.: 405                                                                |
| ja   | Datei hochladen | Kath. Pfarrkirche heilige Anna HERIS-ID: 16207 Objekt-ID: 12465                          | Hollabrunnerstraße 20, neben Standort KG: Oberfellabrunn         | Barocke Saalkirche mit Westturm und im Kern gotischem Chor hinter der nördlichen Straßenzeile an einem Geländeanstieg. | BDA-Hist.: Q18412243 Status: § 2a Stand der BDA-Liste: 2025-06-30 Name: Kath. Pfarrkirche heilige Anna GstNr.: 1 Pfarrkirche Oberfellabrunn, Gemeinde Hollabrunn                         |
| ja   | Datei hochladen | Wegkreuz HERIS-ID: 22739 Objekt-ID: 19078                                                | Standort KG: Oberfellabrunn                                      | | BDA-Hist.: Q37872264 Status: § 2a Stand der BDA-Liste: 2025-06-30 Name: Wegkreuz GstNr.: 920                                                                                             |
| ja   | Datei hochladen | Ortskapelle heiliger Laurentius HERIS-ID: 5296 Objekt-ID: 1159                           | bei Kellergasse 106 Standort KG: Raschala                        | Die Ortskapelle von Raschala ist dem heiligen Laurentius geweiht. Sie wurde 1877 anstelle eines hölzernen Vorgängerbaus von 1764 errichtet. Der innen flach gedeckte Bau mit Rundapsis, Dreiseitschluss, klassizierender Nordfassade, Rundbogenfenster und Dachreiter mit Spitzhelm ist nach Süden ausgerichtet. Zur Ausstattung gehören eine barocke Kreuzigungsgruppe mit 1764 urkundlich erwähnten Figuren der hll. Maria und Johannes auf Sockeln, ein barocker Steinaltar und ein Tabernakel aus der Bauzeit mit Engelsfiguren. | BDA-Hist.: Q37774733 Status: § 2a Stand der BDA-Liste: 2025-06-30 Name: Ortskapelle heiliger Laurentius GstNr.: .93 Raschala Kapelle                                                     |
| ja   | Datei hochladen | Kath. Pfarrkirche hll. Peter und Paul HERIS-ID: 5297 Objekt-ID: 1160                     | bei Hauptplatz 58 Standort KG: Sonnberg                          | Die katholische Pfarrkirche heilige Peter und Paul – ein ursprünglich romanischer Bau aus dem ersten Viertel des 13. Jahrhunderts wurde durch spätgotischen Turm, Choranbau und Sakristei erweitert. | BDA-Hist.: Q18412244 Status: § 2a Stand der BDA-Liste: 2025-06-30 Name: Kath. Pfarrkirche hll. Peter und Paul GstNr.: .100 Pfarrkirche Sonnberg                                          |
| ja   | Datei hochladen | Figur heiliger Florian HERIS-ID: 5298 Objekt-ID: 1161                                    | bei Hauptplatz 58 Standort KG: Sonnberg                          | Die Sandsteinfigur des hl. Florian am Kirchplatz wird von einem Volutensockel getragen und ist mit 1746 bezeichnet. | BDA-Hist.: Q37775003 Status: § 2a Stand der BDA-Liste: 2025-06-30 Name: Figur heiliger Florian GstNr.: 1614/9 Statue heiliger Florian (Sonnberg, ObjektID: 1161)                         |
| ja   | Datei hochladen | Figur heiliger Johannes Nepomuk im Schlosspark HERIS-ID: 29136 Objekt-ID: 25768          | Schloßallee 1 Standort KG: Sonnberg                              | Beim Schloss befindet sich diese Statue des hl. Johannes Nepomuk aus dem 18. Jahrhundert. | BDA-Hist.: Q37924321 Status: § 2a Stand der BDA-Liste: 2025-06-30 Name: Figur heiliger Johannes Nepomuk im Schlosspark GstNr.: .1                                                        |
| ja   | Datei hochladen | ehemaliges Schloss Sonnberg, Justizanstalt HERIS-ID: 4355 Objekt-ID: 198                 | Schloßallee 1 Standort KG: Sonnberg                              | Das ehemalige Schloss Sonnberg aus der Spätrenaissance dient seit 1955 als Strafvollzugsanstalt. | BDA-Hist.: Q2243535 Status: Bescheid Stand der BDA-Liste: 2025-06-30 Name: ehemaliges Schloss Sonnberg, Justizanstalt GstNr.: .1 Schloss Sonnberg                                        |
| ja   | Datei hochladen | Pförtnerhäuschen HERIS-ID: 25686 Objekt-ID: 22129                                        | Schloßallee 1 (Gebäude links der Einfahrt) Standort KG: Sonnberg | Die Pförtnerhäuschen des Schlosses Sonnberg sind zwei quadratische, symmetrisch die Schlosszufahrt flankierende, doppelgeschoßige Stöcklbauten mit Walmdächern vom Ende des 17. Jahrhunderts, die durch einen kugelbekrönten Torpfeiler verbunden sind. | BDA-Hist.: Q37895795 Status: § 2a Stand der BDA-Liste: 2025-06-30 Name: Pförtnerhäuschen GstNr.: .2, .3 Schloss Sonnberg Pförtnerhäuschen                                                |
| ja   | Datei hochladen | Pfarrhof HERIS-ID: 5299 Objekt-ID: 1162                                                  | Schmiedgasse 61 Standort KG: Sonnberg                            | Der Pfarrhof von Sonnberg wurde 1783 erbaut und 1967 renoviert. | BDA-Hist.: Q37775194 Status: § 2a Stand der BDA-Liste: 2025-06-30 Name: Pfarrhof GstNr.: .98 Sonnberg Pfarrhof                                                                           |
| ja   | Datei hochladen | Figurenbildstock, Gnadenstuhl HERIS-ID: 5302 Objekt-ID: 1165                             | gegenüber Zubergasse 31 Standort KG: Sonnberg                    | | BDA-Hist.: Q37775773 Status: § 2a Stand der BDA-Liste: 2025-06-30 Name: Figurenbildstock, Gnadenstuhl GstNr.: 1614/1 Sonnberg Gnadenstuhl (Zubergasse)                                   |
| ja   | Datei hochladen | Wegkapelle HERIS-ID: 5301 Objekt-ID: 1164                                                | Am Sandgraben 104, vor Standort KG: Sonnberg                     | | BDA-Hist.: Q37775575 Status: § 2a Stand der BDA-Liste: 2025-06-30 Name: Wegkapelle GstNr.: 964                                                                                           |
| ja   | Datei hochladen | Friedhofskreuz HERIS-ID: 5303 Objekt-ID: 1166                                            | Friedhofweg 136, in der Nähe Standort KG: Sonnberg               | Das Friedhofskreuz mit einem Bildnis der trauernden Maria Magdalena ist mit 1803 bezeichnet. Es wurde im Jahre 2013 renoviert. | BDA-Hist.: Q37784198 Status: § 2a Stand der BDA-Liste: 2025-06-30 Name: Friedhofskreuz GstNr.: 932 Sonnberg Friedhofskreuz                                                               |
| ja   | Datei hochladen | Bildstock HERIS-ID: 5642 Objekt-ID: 1513                                                 | bei Oberort 89 Standort KG: Suttenbrunn                          | | BDA-Hist.: Q37846027 Status: § 2a Stand der BDA-Liste: 2025-06-30 Name: Bildstock GstNr.: 226 Suttenbrunn Bildstock                                                                      |
| ja   | Datei hochladen | Ortskapelle HERIS-ID: 5305 Objekt-ID: 1168                                               | Oberort 6, gegenüber Standort KG: Suttenbrunn                    | Die dem hl. Josef geweihte Ortskapelle von Suttenbrunn ist ein schlichter, nach Norden ausgerichteter Bau mit Dreiseitschluss und vorgestelltem Südturm mit Pyramidenhelm. Das Langhaus mit orthogonaler Putzgliederung ist von Rundbogenfenstern durchbrochen. An der Nordostseite befindet sich ein Sakristeianbau. Der flach gedeckte Innenraum verfügt über eine dreiseitige Apsis mit profilierten Pilastern und Gurten sowie über ein historistisches Altärchen. | BDA-Hist.: Q37784770 Status: § 2a Stand der BDA-Liste: 2025-06-30 Name: Ortskapelle GstNr.: 195 Suttenbrunn Kapelle                                                                      |
| ja   | Datei hochladen | Figur heiliger Florian HERIS-ID: 5640 Objekt-ID: 1511                                    | Oberort 6, gegenüber Standort KG: Suttenbrunn                    | Vor der Kapelle steht eine Sandsteinfigur des hl. Florian. Sie ist teilweise beschädigt und mit P. W. 1708 bezeichnet. | BDA-Hist.: Q37845971 Status: § 2a Stand der BDA-Liste: 2025-06-30 Name: Figur heiliger Florian GstNr.: 194/6 Suttenbrunn Statue Florian von Lorch                                        |
| ja   | Datei hochladen | Wegkapelle, Pestkapelle HERIS-ID: 24981 Objekt-ID: 21395                                 | Standort KG: Weyerburg                                           | Südlich des Ortes erhebt sich eine kleine, 1633 errichtete Pestkapelle, die 1974 erneuert wurde. | BDA-Hist.: Q37889153 Status: § 2a Stand der BDA-Liste: 2025-06-30 Name: Wegkapelle, Pestkapelle GstNr.: 1321                                                                             |
| ja   | Datei hochladen | Pranger HERIS-ID: 24982 Objekt-ID: 21396                                                 | am Marktplatz Standort KG: Weyerburg                             | In der Ortsmitte steht eine auf das 16. Jahrhundert datierte Prangersäule. Auf einem runden Fundament ruht ein runder Sockel, der oben leicht getreppt und stark gekehlt ist, und darauf eine zylindrische Säule mit kuppelartigem oberem Abschluss. Der Bagstein, ursprünglich seitlich montiert, wurde in den 1990er Jahren mit einer Kette an einem schmiedeeisernen Arm auf der Kuppel angebracht, an dessen Stelle sich früher eine Laterne befand. | BDA-Hist.: Q37889168 Status: § 2a Stand der BDA-Liste: 2025-06-30 Name: Pranger GstNr.: 1033/1 Pranger Weyerburg, Gemeinde Hollabrunn                                                    |
| ja   | Datei hochladen | Kath. Filialkirche HERIS-ID: 24984 Objekt-ID: 21398                                      | Schulgasse 41, neben Standort KG: Weyerburg                      | Die Filialkirche hl. Kunigunde am nördlichen Ortsende von Weyerburg, zum Teil von einer ehemaligen Friedhofsmauer umgeben, ist ein barocker, im Kern mittelalterlicher Saalbau mit Südturm. Ein 1317 urkundlich erwähnter Vorgängerbau befand sich vermutlich im „Alten Dorf“. Anlässlich der Auspfarrung aus Eggendorf im Thale um die Mitte des 14. Jahrhunderts wurde die Kirche neu erbaut. Das im Kern mittelalterliche, mächtige Langhaus mit schlichter, barocker Putzfeldgliederung, Rundbogenfenstern und geschweiftem Giebelaufsatz zwischen Voluten an der Westseite geht in seiner heutigen Form auf das zweite Viertel des 18. Jahrhunderts zurück. Der gotische Chor mit polygonalem Schluss und im 18. Jahrhundert übergangenen Strebepfeilern verfügt über eine barocke Putzfeldgliederung, ausgerundete Fenster und ein Traufgesims. Der Südturm, im Kern mittelalterlich, mit Putzfeldgliederung, wurde nach einem Brand 1826 wieder errichtet. Das Langhaus, tonnengewölbt mit Stichkappen über Doppelgurten auf breiten Wandpfeilern, ist zweijochig. Der überhöhte, im Kern gotische, zweijochige Chor mit Dreiachtelschluss und barockem Kreuzgratgewölbe zwischen Gurtbögen auf Kapitellen mit Nabelscheiben und gemalten Pilastern stammt aus der Zeit um 1730. In der Chorsüdwand befindet sich eine gotische Nische aus dem 14. Jahrhundert mit Kleeblattrahmung. Zur Einrichtung zählen unter anderem ein barocker Hochaltar, bezeichnet 1731, ein Säulenretabel mit mächtigem, vorkragendem Gebälk und von Putten flankiertem Volutenauszug mit Relief Strahlenkranz, ein barocker Sarkophagaltar mit Voluten und Blattwerkdekor sowie eine barocke Reliquienpyramide. | BDA-Hist.: Q37889185 Status: § 2a Stand der BDA-Liste: 2025-06-30 Name: Kath. Filialkirche GstNr.: 12 Filialkirche Weyerburg (Gemeinde Hollabrunn)                                       |
| ja   | Datei hochladen | Figur heiliger Johannes Nepomuk HERIS-ID: 24986 Objekt-ID: 21400                         | Schloßberg 17, vor Standort KG: Weyerburg                        | Vor dem Zugang zum Schloss Weyerburg steht auf einem Volutensockel eine barocke Figur des hl. Johannes Nepomuk aus der Zeit um 1730. | BDA-Hist.: Q37889200 Status: § 2a Stand der BDA-Liste: 2025-06-30 Name: Figur heiliger Johannes Nepomuk GstNr.: 1033/1                                                                   |
| ja   | Datei hochladen | Figurenbildstock, Gnadenstuhl HERIS-ID: 24990 Objekt-ID: 21404                           | vor Oberort 19 Standort KG: Wieselsfeld                          | Ein abgefaster Pfeiler mit Betonsockel trägt als Aufsatz einen auf das 18. Jahrhundert datierten reliefierten Gnadenstuhl in stilisierter Wolke, begleitet von einem Engel. | BDA-Hist.: Q37889213 Status: § 2a Stand der BDA-Liste: 2025-06-30 Name: Figurenbildstock, Gnadenstuhl GstNr.: 831/4 Wieselsfeld Gnadenstuhl                                              |
| ja   | Datei hochladen | Ortskapelle HERIS-ID: 24991 Objekt-ID: 21405                                             | Oberort 23, gegenüber Standort KG: Wolfsbrunn                    | Die 1852 geweihte und 1952 renovierte Ortskapelle von Wolfsbrunn ist ein schlichter Bau mit Dreiseitschluss und Rechteckfenstern. Der leicht vorgezogene Turm mit Putzgliederung und rundbogigen Schallfenstern wird von einem Pyramidenhelm bekrönt. Der flach gedeckte Innenraum ist mit einer Apsiskalotte und einem Scheidbogen auf Wandpfeilern mit Kämpferkapitellen ausgestattet. | BDA-Hist.: Q37889232 Status: § 2a Stand der BDA-Liste: 2025-06-30 Name: Ortskapelle GstNr.: .37 Wolfsbrunn Kapelle                                                                       |
| ja   | Datei hochladen | Bildstock, „Steinerner Mann“ HERIS-ID: 31685 Objekt-ID: 28665                            | Standort KG: Wolfsbrunn                                          | Beim „Steinernen Mann“ handelt es sich um eine Dreifaltigkeitsdarstellung im Wald westlich von Wolfsbrunn. | BDA-Hist.: Q37943767 Status: § 2a Stand der BDA-Liste: 2025-06-30 Name: Bildstock, „Steinerner Mann“ GstNr.: 925 Steinerner Mann, Wolfsbrunn                                             |